# Bara Udhoran
Bara Udhoran – gaun wikas samiti w środkowej części Nepalu w strefie Dźanakpur w dystrykcie Sarlahi. Według nepalskiego spisu powszechnego z 2001 roku liczył on 849 gospodarstw domowych i 4328 mieszkańców (2027 kobiet i 2301 mężczyzn).